# Triathlon aux Jeux africains de 2023
Navigation
2019
Les compétitions de triathlon aux Jeux africains de 2023 ont lieu le 15 mars 2024 à Accra, au Ghana. Cette discipline fait sa troisième apparition dans le programme des Jeux africains après les éditions 2011 et 2019.

## Médaillés
| Épreuves           | Or                             | Argent                     | Bronze                    |
| ------------------ | ------------------------------ | -------------------------- | ------------------------- |
| Compétition hommes | Nicholas Quenet (es) (RSA)     | Badr Siwane (MAR)          | Dylan Nortjé (es) (RSA)   |
| Compétition femmes | Vicky van der Merwe (es) (RSA) | Shanae Williams (es) (RSA) | Kahina Mebarki (es) (ALG) |

## Tableau des médailles
| Rang  | Nation         | Or | Argent | Bronze | Total |
| ----- | -------------- | -- | ------ | ------ | ----- |
| 1     | Afrique du Sud | 2  | 1      | 1      | 4     |
| 2     | Maroc          | 0  | 1      | 0      | 1     |
| 3     | Algérie        | 0  | 0      | 1      | 1     |
| Total | Total          | 2  | 2      | 2      | 6     |